# Ticomiro de Ráscia

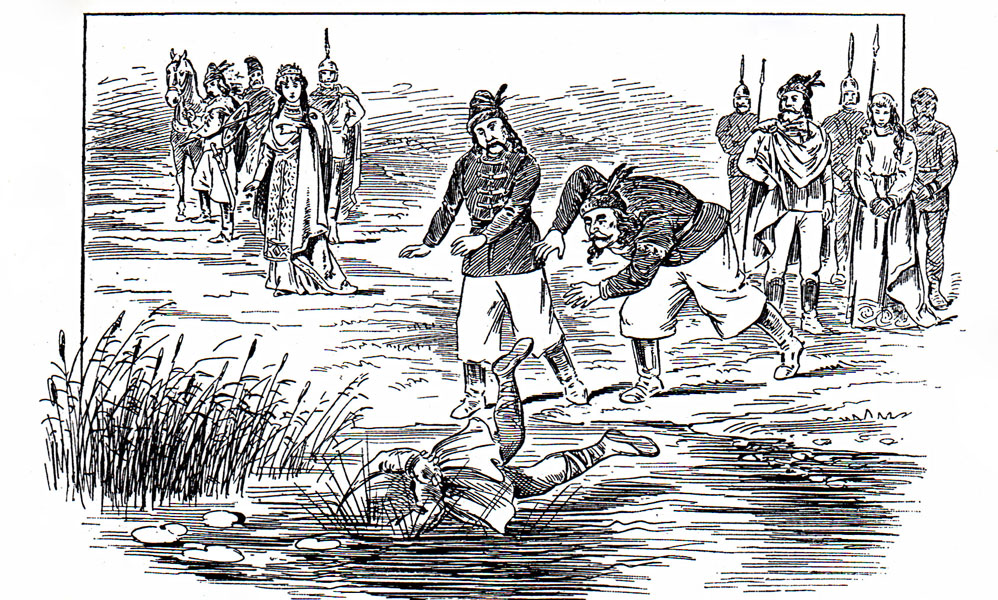
Representação moderna da execução de Tzéstlabo

Ticomiro (em sérvio: Тихомир; romaniz.: Tihomir; em grego: Τειχομηρόν) ou Tichomil (em sérvio: Тихомил; Tihomil) foi um nobre sérvio, citado apenas na Crônica do Padre de Dóclea, que serviu como príncipe de Ráscia de cerca de 960 e 969.

## Antecedentes
O predecessor de Ticomiro, Tzéstlabo (r. 927–960), uniu várias tribos sérvias e expandiu a Sérvia que então estendeu-se das costas do mar Adriático, o Sava e o vale do Morava. Os magiares sob Cisa invadiram a Bósnia. Os sérvios avançaram contra eles às margens do rio Drina, na Zupania do Drina, rio abaixo a partir da atual Focha. Os magiares foram decisivamente derrotados, e Cisa foi morto por Ticomiro. Devido a seu heroísmo, Tzéstlabo nomeou-o duque do Drino e deu-lhe sua filha em casamento.

## Reinado em Ráscia
A viúva de Cisa pediu aos líderes magiares que dessem-lhe um exército para se vingar. Com um "número desconhecido" de tropas, a viúva retornou e surpreendeu Tzéstlabo em Sírmia. Eles atacaram à noite, capturaram Tzéstlabo e todos os seus parentes masculinos. Sob o comando da viúva de Cisa, todos os prisioneiros tiveram suas mãos e pés presos e foram jogados no rio Sava. Esse evento ocorreu ca. 960 ou depois, pois o Sobre a Administração Imperial não menciona sua morte. Através de seu casamento com a filha de Tzéstlabo, Ticomiro herdou a terra de Ráscia.
Seu reinado terminou cerca de 969. O Catepanato da Sérvia foi estabelecido entre 971–976, sob João I Tzimisces (r. 969–976). Um selo do estratego de Ras datado do reinado de Tzimisces permite especular que Nicéforo II Focas (r. 963–969) já era reconhecido em Ráscia. O protoespatário e catepano chamava-se João. Não há, entretanto, informação sobre o catepano sob Tzimisces. A presença bizantina terminou logo depois com as guerras com a Bulgária, e foi restabelecida apenas ca. 1018 com o Tema de Sírmio, que não estendeu-se para muito da Ráscia propriamente.